# Миронов, Дмитрий Олегович (хоккеист)
Дмитрий Олегович Миронов (25 декабря 1965, Москва, РСФСР, СССР) — советский и российский хоккеист, защитник. Олимпийский чемпион 1992 года в составе Объединённой команды. Заслуженный мастер спорта СССР (1992).

## Карьера
С 1985 по 1987 выступал за ЦСКА, с 1987 по 1992 — за «Крылья Советов». В чемпионатах СССР и России — 242 игры, 53 гола.
В 1991 году был выбран «Торонто Мейпл Лифс» под 160-м номером. Играл за «Торонто» (1992-95), «Питсбург» (1995-97), «Анахайм» (1997-98), «Детройт» (1998), «Вашингтон» (1998—2001). За 556 игр в НХЛ забил 54 гола, сделал 206 результативных передач, набрал общий показатель полезности (+29).
В составе сборной мира участвовал в Матче всех звезд НХЛ 1998 года.
Бизнесмен в Торонто.

## Достижения
- Олимпийский чемпион 1992 года.
- Серебряный призёр Олимпийских игр 1998 года.
- Бронзовый призёр чемпионата мира 1991 года
- Обладатель Кубка Стэнли в составе «Детройта» (1998).
- Бронзовый призёр чемпионата СССР (1989).

## Семья
Младший брат Борис Миронов — хоккеист, игрок сборной России, призёр ОИ-1998. Сын Егор — хоккеист.